# Sân bay Đào Hoa Nguyên Thường Đức
Sân bay Thường Đức (IATA: CGD, ICAO: ZGCD) nằm ở Thường Đức, Hồ Nam, Trung Quốc.

## Các hãng hàng không hoạt động và điểm đến
- Air China (Bắc Kinh-Thủ đô)
- China Southern Airlines (Quảng Châu)
- Shenzhen Airlines (Thâm Quyến)
- Spring Airlines (Côn Minh, Thượng Hải-Hồng Đào)